# Färgelanda
Färgelanda è una città della Svezia, capoluogo del comune omonimo, nella contea di Västra Götaland. Ha una popolazione di 1.898 abitanti.